# Club Náutico de Oliva

Contraseña de la provincia marítima de Valencia a la que pertenece.

El Club Náutico de Oliva está situado en el municipio de Oliva, en el sur de la provincia de Valencia (España). Su localización es Coordenadas UTM WG S84, latitud: 38º 55' 08 N ; longitud: 00º 05' 04 W y su carta náutica es 475.

## Accesibilidad
- Por carretera: a través de la Autopista A-7 (accediendo por la salida 61) que conecta con Francia y todo el litoral español. Se encuentra a 77 km de Valencia y 100 km de Alicante mediante la Carretera Nacional N-322.

- Por tren: a través de la red ferroviaria también puede acceder al puerto con relativa facilidad, encontrándose a 8 km de Gandía y 23 km de Denia (23 km), siendo estas ciudades comunicadas con Oliva.

- Por aire: se encuentra a 100 km del Aeropuerto de Alicante-Elche y a 77 km del Aeropuerto Internacional de Manises en Valencia.

## Tipología
La zona de atraques está dividida en dos dársenas. La primera de ellas más próxima al mar y de mayor área tiene 2,5 m de profundidad. La línea de atraques está constituida por muelles de ribera construidos con bloques de hormigón prefabricados.
La primera dársena está comunicada con la segunda con un canal de anchura mínima de 20 m en el que se abre la zona de botadura y varado de embarcaciones.
La protección de la dársena interior del oleaje se realiza mediante el un dique de abrigo y un contradique. La longitud de obras de abrigo es de aproximadamente 900 m.
Los muelles están constituidos por bloques de hormigón prefabricado con tacón para mayor resistencia al vuelco.

## Pantalanes
Los pantalanes son de 2 tipos. 
- El tipo I (2,5 m ancho)
- Tipo II (1,5 m ancho)

Los pantalanes descansan sobre pilas siendo la distancia entre ejes de 10,1 m . La longitud de apoyo del muelle es de 5 dm . La sección de las vigas pantalanes tiene forma de U invertida, variando dimensiones en función de si es tipo I o II. Los pantalanes son de hormigón armado. Las pilas de apoyo de los pantalanes son de sección 2,5 x1 y de 1,5 x 1 según el tipo de pantalán.
En cuanto a los diques, son de rompeolas, del tipo bajo y ancho. En la zona de influencia directa del puerto se realizán con rompeolas para crear las condiciones adecuadas para el by-pass.

## Pasarela peatonal
La unión de las zonas en seco de la dársena interior se realiza mediante una pasarela peatonal, situada en un extremo de la explanada de varadero . Las características de esta pasarela son análogas a las de los pantalanes tipo II

## Sistema by-pass
Es un sistema que transfiere la arena interceptada por el dique norte, a la playa del sur. Consiste en una bomba montada en soporte flotante. Mediante un rompeolas adosado al dique norte se proporciona el abrigo de ésta. La salida de la arena dragada se efectúa por una tubería que , tras cruzar el canal de entrada a la marina por el fondo, arroja la arena en la línea de orilla.

## Superficies
- Espacio terrestre: 30.023 m²
- Áreas de evolución: 34.699 m²
- Superficie abrigada: 12.000 m²
- Área de carenaje: 3.775 m²
- Hibernaje: 391 m²
- Número de aparcamientos: 150
- Superficie de zona verde: 4.500 m²
- Edificio social: 800 m²
- Taller de reparaciones: 90 m²

## Distribución de atraques
- Número de puestos de atraque: 350 amarres

### Clasificación de los atraques por eslora
- 4 metros mínima eslora y
- 15 metros máxima eslora
- Esloras de 4 m-113 amarres
- Esloras de 5 m-140 amarres
- Esloras de 7 m-12 amarres
- Esloras de 8 m-57 amarres
- Esloras de 9 m-28 amarres
- Esloras de 10 m-10 amarres
- Calado en bocana: 2,5 m
- Longitud infraestructura de abrigo: 900,23 m
- Longitud: 532,58 m
- Calado: 2 m

## Servicios existentes
El puerto cuenta con los siguientes servicios:
- Grúa fija 5 tn
- Alumbrado/electricidad
- Agua potable
- Muelle de espera
- Reparación y mantenimiento
- Combustible
- Varadero

## Entorno natural

### Relación Puerto-Ciudad
La zona se ha revalorizado económicamente gracias a la realización del Club Náutico.

### Relación Puerto-Entorno Natural
El Club Náutico suponía en principio un importante impacto para la dinámica litoral de la playa de Oliva debido al efecto barrera que hubiera creado el dique de abrigo para el transporte de arena en dirección sudeste. Esto habría provocado el progresivo crecimiento de la playa apoyada en el dique norte y la regresión de las playas situadas en el sur.
Debido al problema anterior se decidió la implantación del sistema By-Pass para transportar la arena acumulada del dique norte al sur. Dada la tipología de los diques (bajo y ancho), la calidad estética es muy alta ya que, a distancias muy cortas la silueta de los diques apenas interfiere con el horizonte. La obra resulta despejada, sin las características agobiantes de los más clásicos diques altos con espaldón.
La monotonía rectilínea de la larga playa de la Oliva se rompe al formarse una playa en concha entre el dique SE y el rompeolas aislado lo que constituye un efecto positivo en el medio.
La distancia entre ambos rompeolas es amplia, de tal manera que se asegura que el oleaje cuenta con espacio holgado para penetrar hasta el arco de la playa comprendido. Esto es importante para garantizar la remoción y circulación del agua en esta playa. Si esta fuera más cerrada, el agua podría estancarse en ella, lo que sería indeseable por motivos de salubridad en la temporada de baño.

## Empresa constructora
Anidoc proyectos obras y reformas s.l. fue la empresa constructora, siendo la Generalidad Valenciana la propietaria.